# Osikov (okres Bardejov)
Osikov je obec na Slovensku v okrese Bardejov. Žije zde 989 obyvatel, první písemná zmínka pochází z roku 1296. Nachází se zde římskokatolický kostel svatého Michaela archanděla z první čtvrtiny 17. století, k němuž byla přistavěna další loď dokončená v roce 1971. Obcí protéká Osikovský potok.